# John C. Malone
John Carl Malone (Milford, 7 marzo 1941) è un dirigente d'azienda e imprenditore statunitense,  presidente e maggiore azionista di Liberty Media, Liberty Global e Qurate Retail Group (precedentemente noto come Liberty Interactive) e possessore del 7% di Lionsgate e Starz Inc, con un patrimonio stimato di circa 6,6 miliardi di dollari Malone è il più grande proprietario terriero privato degli Stati Uniti, con più di 2,2 milioni di acri (una superficie che è più del doppio del Rhode Island) in suo possesso..
È stato amministratore delegato (CEO) di Tele-Communications Inc. (TCI) per ventiquattro anni dal 1973 al 1996. In seguito è stato CEO ad interim di Liberty Media, fino a quando non è subentrato Greg Maffei.

## Biografia
John C. Malone è nato il 7 marzo 1941 a Milford, nel Connecticut, in una famiglia cattolica di origini irlandesi. Suo padre era Daniel L. Malone, un ingegnere. 
Nel 1959, Malone si è diplomato alla Hopkins School di New Haven, nel Connecticut. Nel 1963, si è laureato alla Yale University in ingegneria elettrica ed economia. Nel 1964, Malone ha preso un master in gestione industriale alla Johns Hopkins University e un altro nel 1965 in ingegneria elettrica presso i Bell Labs prima di conseguire il dottorato in ricerca operativa presso la Johns Hopkins nel 1967. 

## Carriera aziendale
Nel 1963, Malone ha iniziato a lavorare presso i Bell Telephone Laboratories di AT&T nella pianificazione economica e nella ricerca e sviluppo. Nel 1968 è entrato in McKinsey & Company e nel 1970 è diventato vicepresidente del gruppo alla General Instrument Corporation (GI). In seguito è stato presidente di Jerrold Electronics, una sussidiaria di GI. Per ventiquattro anni, dal 1973 al 1996, Malone è stato presidente e CEO di Tele-Communications Inc (TCI). 

## Vita privata
Malone è sposato con Leslie. La coppia ha due figli e vive a Elisabeth, Colorado. Sua moglie è attiva nel dressage e nell'allevamento di cavalli, e ha fondato Harmony Sporthorses a Kiowa, Colorado.
Nel 2008, il loro figlio Evan D. Malone è entrato a far parte del consiglio di Liberty Media.
Secondo quanto riferito, Malone evita le luci della ribalta e lo stile di vita affascinante e va in vacanza con la famiglia insieme all'amico di lunga data, Gary Biskup, in un camper.